# Hoshihananomia pseudauromaculata
Hoshihananomia pseudauromaculata là một loài bọ cánh cứng trong họ Mordellidae. Loài này được Kiyoyama miêu tả khoa học năm 1993.